# Dodou J. Joof

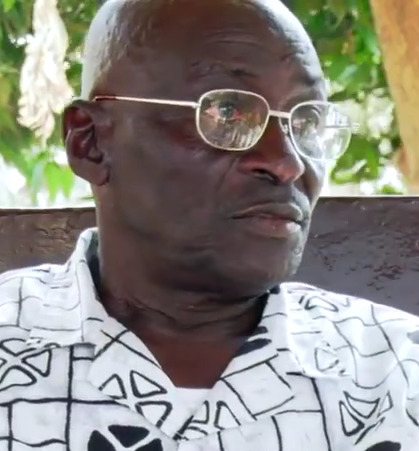
Dodou J. Joof (2020)

Alh. Dodou J. „Capi“ Joof ORG (* 30. März 1941 in Bathurst) ist ein gambischer Sportler und Sportfunktionär. Joof, der als Doyen des gambischen Sports bezeichnet wurde, hat sein Leben und seine Ressourcen der sportlichen Entwicklung gewidmet.

## Leben

### Sportliche Karriere und Werdegang
Joof besuchte die Muhammedan Primary School, wo er auch seine sportliche Karriere begann. Er war der beste Junior-Sprinter und Mitglied der Schulfußballmannschaft unter Rev. Francis Forbes. Bei den ersten Leichtathletikmeisterschaften für Sekundarschulen (Secondary Schools Athletics championships), die 1958 auf dem MacCarthy Square in Bathurst (heute Banjul) stattfanden, dominierte Joof die 100- und 200-Meter-Wettkämpfe der Jungen unter 1,80 m  und die der Senioren über 100 und 200 Meter. Bei dieser Meisterschaft erhielt er den Namen „Aeroplane“, wobei ein gambischer Libanese, Ibrahim Farage, ihm auch den Namen „4×4“ gab.
Er gehörte der Fußballmannschaft an, die auf dem Fußballfeld KG V in Bathurst die Trophäe gegen St Augustine’s gewann. Aufgrund seiner Fähigkeiten sowohl im Fußball als auch in der Leichtathletik wurde er 1960 vom damaligen Polizeikommissar E. C. Eids, der auch Vizepräsident der Gambia Football Association (GFA) war, als potentieller Stürmer für das Fußballteam der Polizei identifiziert.
Joof war bei den Afrikaspielen 1965, die in Brazzaville (Kongo) stattfanden und bei den Afrikaspielen 1973 in Lagos (Nigeria) Kapitän der gambischen Mannschaft. Er nahm an den Sprints über 100 und 200 Meter teil. Er war Basketballnationalspieler (1966–1967) und Fußballspieler. Er galt als ein Athlet par excellence, der von 1962 bis 1990 sowohl über 100 als auch über 200 Meter den nationalen Rekord hielt. 1970 war er Finalist in der 200-Meter-Veranstaltung bei den Commonwealth-Spielen in Edinburgh. Von 1984 bis 2012 war er Leiter der Olympiamannschaft Gambias bei den Commonwealth- und Olympischen Spielen und traf sich mit allen Würdenträgern, die im olympischen Sport eine Rolle spielen. Auch 2016 war er Teil des Betreuerstabes der Olympischen Spiele.
1969–1970 machte er in Leeds, Großbritannien, einen Fußballtrainerkurs, und 1970 erhielt er ein Leichtathletik-Stipendium des British Council in Crystal Palast London. 1977 erhielt er das Höheres Trainerzertifikat in Leichtathletik durch den Deutschen Leichtathletik-Verband (DLV), im gleichen Jahr, 1977, war Joof Trainer beim Police Football Club und gewann den Goldpokal. Das Diplom in Sportverwaltung und -management machte er 1988 in Rom (Italien). Und 1992, Koordinator des Trainerlehrgang ersten Grades in Banjul. Von 1995 bis 2011 war Technischer Direktor, Region Westafrika II und von 1993 bis 2009 war er nominierter gambischer Technischer Delegierter für Commonwealth- und Olympiamannschaften. Von 1984 bis 1995 war er Technischer Direktor, Zone II und 1995 wurde er zum Vizepräsidenten des Afrikanischen Radsportverbandes, dem Confédération Africaine de Cyclisme (CAC), in Burkina Faso gewählt. 2013 wurde er als Organisationsdelegierter bei der Confédération Africaine d’Athlétisme (CAA) nominiert und im selben Jahr Schatzmeister. Seit 2011 ist er Vizepräsident der CAA Region Westafrika II. 2015 erfolgte seine Wiederwahl ohne Gegenkandidaten als Schatzmeister der CAA. Seit 2016 ist er in der Berufungsjury der CAA.
Während seiner dreijährigen Amtszeit als Präsident der Gambia Athletics Association (GAA) wurde von ihm der Erwerb eines Grundstücks, für den Bau des Hauptsitzes GAA, ausgeführt. Das Projekt wurde vom Prinz Mohammed ibn Naif ibn Abdul-Aziz Al Saud, einem persönlichen Freund Joofs, unterstützt.
Anfang November 2016 wurde Joof für vier Jahre zum Präsidenten des Gambia National Olympic Committee (GNOC) gewählt. Er löste Momodou Dibba ab, der vor den Wahlen bestätigte, dass er nach zwei Amtszeiten nicht mehr für das Amt kandidieren werde. Am Ende seiner Amtszeit im November 2021 trat er nicht noch einmal an. Zu seiner Nachfolgerin wurde Beatrice Allen gewählt.

### Berufliche Karriere und Werdegang
1960 wurde Joof als Constable bei der Gambia Police Force rekrutiert, wo er bis zu seiner Pensionierung in den Rang eines stellvertretenden Generalinspektors (Deputy Inspector General) der Polizei aufstieg. Im Laufe seiner Karriere erwarb er das Diplom in Strafrecht und Beweisführung in Kairo (Ägypten) und das Diplom in Terrorismusbekämpfung – FBI-Ausbildungsgruppe in den Vereinigten Staaten.

## Auszeichnungen und Ehrungen
- 1988 – Verleihung der Medaille für langjährige Verdienste und gute Führung durch den Präsidenten der Republik Gambia[2]
- 1988 – bei den Olympischen Spielen in Seoul, Auszeichnung mit der Goldmedaille durch Striders International aus den USA und Young Angels aus Südkorea[2]
- 1999 – von der GNOC mit einer Hall of Fame ausgezeichnet[2]
- 2005 – Verleihung der goldenen IAAF-Veteranen-Anstecknadel in Anerkennung seines wertvollen Beitrags zum Weltsport[2]
- 2007 – Ausgezeichnet als herausragendste Sportpersönlichkeit des Jahres von der GNOC und der Sportjournalistenvereinigung.[2][10]
- 2010 – Verleihung des Officer of the Order of the Republic of The Gambia (ORG), in Anerkennung seines wertvollen Beitrags zur Entwicklung des gambischen Sports.[11][2]